# Atractus pamplonensis
Espèce
Atractus pamplonensis est une espèce de serpents de la famille des Dipsadidae.

## Répartition
Cette espèce se rencontre dans le département de Norte de Santander en Colombie et au Venezuela.

## Étymologie
Son nom d'espèce, composé de pamplon[a] et du suffixe latin -ensis, « qui vit dans, qui habite », lui a été donné en référence au lieu de sa découverte, Pamplona dans le département de Norte de Santander en Colombie.

## Publication originale
- Amaral, 1937 : New species of ophidians from Colombia. Compte Rendu 12th International Congresses of Zoology, Lisbon, vol. 3, no 139/141, p. 1762-1767.